# Фатіха Аїтова

Фатіха Абдулваліївна Аїтова (тат. Фатиха Габделвәли кызы Аитова (Яушева); 1866—1942) — татарська меценатка і просвітителька, засновниця першої в Казані жіночої гімназії.

## Життєпис
Фатіха Аїтова народилася 1866 року в родині Абдулвалі Яушева, купця першої гільдії з міста Троїцька (нині — Челябінської області Росії) Родина Яушевих була серед активних учасників та спонсорів обновленського мусульманського руху джадидів й активно підтримувала відкриття новометодних шкіл.
У 1887 році Фатіха вийшла заміж за Сулеймана Аїтова, підприємця і громадського діяча, представника багатої казанської сім'ї Аїтових.
У 1897 році Аїтова за власні кошти відкрила в Казані початкову школу для дівчаток з бідних родин. Школа розташовувалася в Суконній слободі. Спочатку в школі велося навчання рукоділлю — вишивання, в'язання. У 1899 році Аїтова розширила навчальний заклад, навчання в ньому стало вестися в чотирьох класах. Нова частина школи працювала на території сучасної вулиці Габдулли Тукая, серед предметів навчання з'явилася кулінарія. Школа проіснувала три роки.
У 1906 році Фатіха Аїтова отримала великий спадок після смерті її батька Абдулвалі Яушева. Значну частину цих коштів вона вклала у створення нової жіночої школи, відкриття якої відбулося 27 серпня 1909 року. У перший рік у школі навчалося 85 учениць, пізніше число школярок зросло, причому в школу почали вступати учениці, що жили за межами Казані. В 1911 році в школі навчалося до 120 учениць. В 1913—1914 роках у школі було п'ять класів, а в них навчалося 220 учениць.
У 1916 році після декількох безуспішних спроб Фатіха Аїтова, нарешті, отримала дозвіл на реорганізацію школи в приватну гімназію. Перед цим вона разом з чоловіком протягом трьох років подорожували Європою, вивчаючи досвід роботи гімназій в Австро-Угорщині (Прага, Відень) та Німеччині (Берлін). В перший же рік до гімназії було прийнято 230 учениць. Був відкритий пансіонат для дітей з малозабезпечених сімей та приїжджих.
В гімназії Аїтової викладалися віровчення, російська мова, історія загальна і вітчизняна, географія загальна і Росії, математика, алгебра, фізика, природознавство, анатомія, фізіологія, гігієна, педагогіка, чистописання російська і татарська, малювання та рукоділля. Заняття в гімназії велися іноземними мовами: арабською, німецькою, англійською, французькою і перською.
24 квітня 1917 року Фатіха Аїтова брала участь у першому Всеросійському з'їзді мусульманок, який пройшов у Казані
Після Жовтневого перевороту більшовиків гімназія та інше майно Фатіхи Аїтової було націоналізовано радянською владою. Гімназія була перетворена на татарську школу другого ступеня.
Сама Ф. Аїтова в ході Громадянської війни евакуювалася до Омська, потім жила в Баку. Їй не було призначено пенсію, незважаючи на клопотання керівництва Татарської АРСР.
Останні роки життя Фатіха Аїтова провела під опікою сім'ї свого сина в Москві. Всі троє її дітей були репресовані радянською владою.
Фатіха Аїтова померла в 1942 році в Казані і похована на цвинтарі біля Ново-Татарської слободи.

## Відомі випускниці школи Фатіхи Аїтової
- Садікова Сара Гарифівна — композиторка, актриса, співачка[3].
- Рахманкулова Мар'ям Маннанівна — оперна співачка, композиторка.

## Пам'ять
На честь Фатіхи Аїтової названа гімназія № 12 з татарською мовою навчання, що розташована в Московському районі Казані.